# Belfort van Duinkerke (Stadhuis)
Het Belfort van Duinkerke aan het Stadhuis van Duinkerke is een van de twee belforten van de stad. Deze 75 meter hoge klokkentoren werd in 1901 geïnaugureerd door de Franse president Émile Loubet en tsaar Nicolaas II van Rusland.
Het belfort is onderdeel van het stadhuis van Duinkerke, dat ontworpen werd door Louis-Marie Cordonnier. Op de eerste verdieping is een glas-in-loodraam dat de Slag bij Texel verbeeldt, waaraan ook de Duinkerker kaper Jan Baert heeft deelgenomen. Aan de achtergevel bevindt zich een monumentale poort die dateert van de 17e eeuw.
Het belfort maakt deel uit van de werelderfgoedinschrijving belforten in België en Frankrijk.

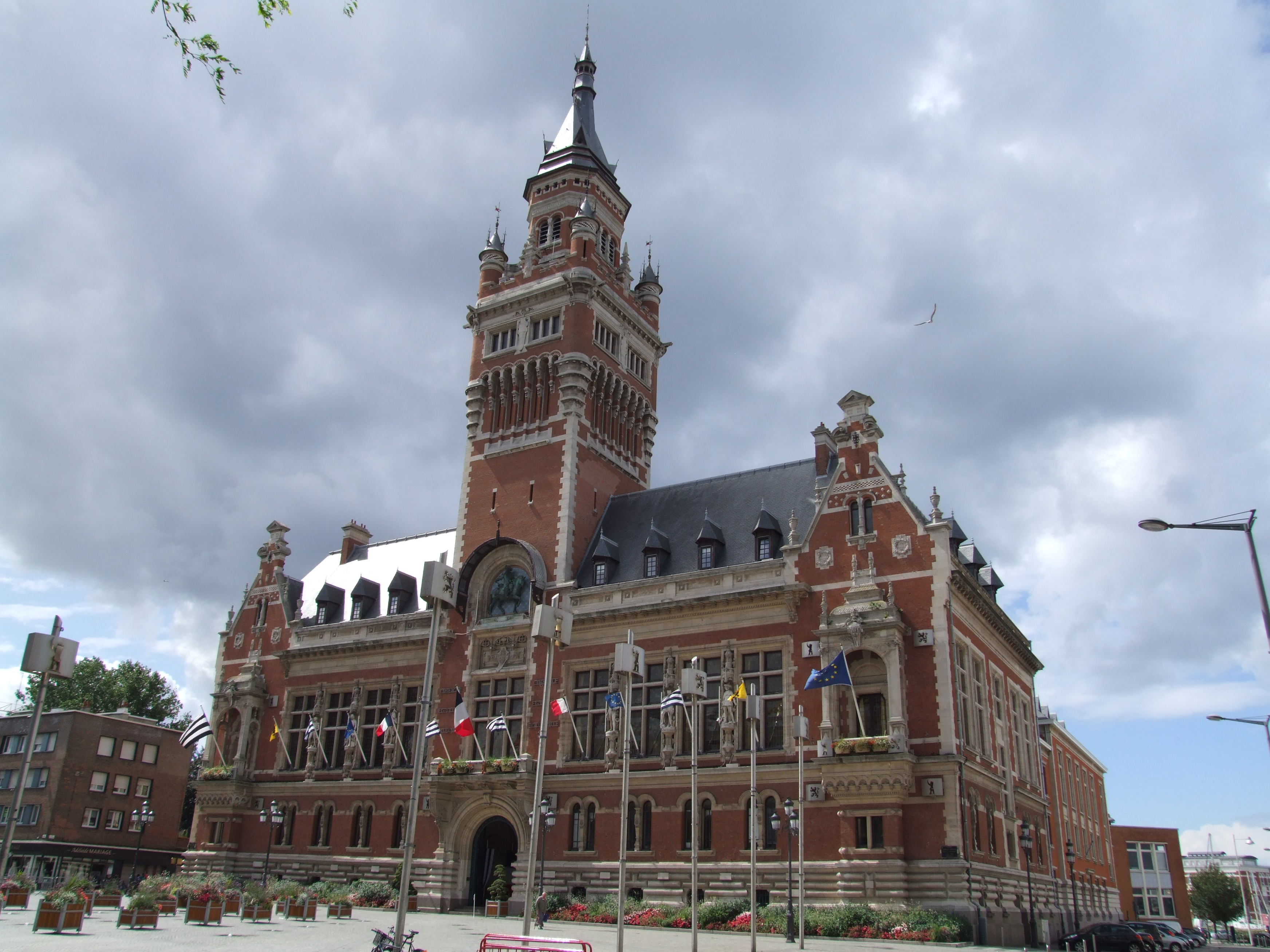
Stadhuis van Duinkerke